# Efterforskningsförbud
Efterforskningsförbud avser ett förbud mot att efterforska vem som har lämnat en uppgift till massmedia.

## Efterforskningsförbud i Sverige
I Sverige är det förbjudet för myndigheter och andra allmänna organ att efterforska vem som, med stöd av meddelarfriheten, har lämnat en uppgift till media eller en journalist. Det följer av tryckfrihetsförordningen (3 kap 5 §) och yttrandefrihetsgrundlagen (2 kap 5 §). Myndigheter och allmänna organ får inte heller utsätta meddelaren för repressalier i de fall meddelaren är känd.
Det finns undantag till efterforskningsförbudet. Undantagen till meddelarfriheten utgör också undantag till efterforskningsförbudet, men inte alltid. Frågan avgörs av domstol. Efterforskningsförbudet gäller även för brottsutredande verksamhet. Polis och åklagare får därför inte efterforska en anonym källa, även om källan skulle ha betydelse till exempel som vittne i en brottsutredning. Den som ingriper eller efterforskar i strid med lagen kan dömas till böter eller fängelse i högst ett år.
Efterforskningsförbudet utgör en del av meddelarskyddet för uppgiftslämnare.

### Omfattning
Efterforskningsförbudet gällde länge endast offentlig verksamhet, men från den 1 juli 2017 omfattar efterforskningsförbudet även anställda och uppdragstagare i privat bedriven verksamhet inom skola, vård och omsorg, som till någon del är offentligt finansierad. Det följer av lagen (2017:151) om meddelarskydd i vissa enskilda verksamheter.